# Regenye
Regenye es un pueblo ubicado en el distrito de Pécs, en el condado de Baranya, Hungría.

## Superficie
Posee una superficie de 6,150 kilómetros cuadrados.

## Demografía
Hasta 2019 la población era de 145 habitantes, con una densidad de población de 23,58 habitantes por kilómetro cuadrado.